# Can Duran del Puig
Can Duran del Puig és una antiga masia de Gelida (Alt Penedès) protegida com a Bé Cultural d'Interès Local.

## Descripció
Antiga masia restaurada els anys 30, de tres plantes i golfes, cobertes a dues vessants. La distribució interior és la tradicional, gran entrada, escala cap els pisos superiors, amplia cuina i menjador, etc. Cal destacar l'extraordinari ràfec.

## Història
Els Duran han ostentat càrrecs de batlle de Gelida i jutges de pau i caps del Sometent durant els darrers segles i els hem trobat esmentats a tota la documentació municipal i parroquial des del segle xv.